# Go!Cam
De Go!Cam is een digitale camera van Sony Computer Entertainment voor de PlayStation Portable. De camera is aan te sluiten via de USB-poort op de PSP. In Europa is de verkoop gestart op 16 mei 2007, in Japan op 2 november 2006. Met behulp van speciale software kunnen video- en foto-opnamen gemaakt worden en kunnen speciale effecten op de opnamen worden toegepast.